# Tricholita igna
Tricholita igna là một loài bướm đêm trong họ Noctuidae.